# Bairro Yungay

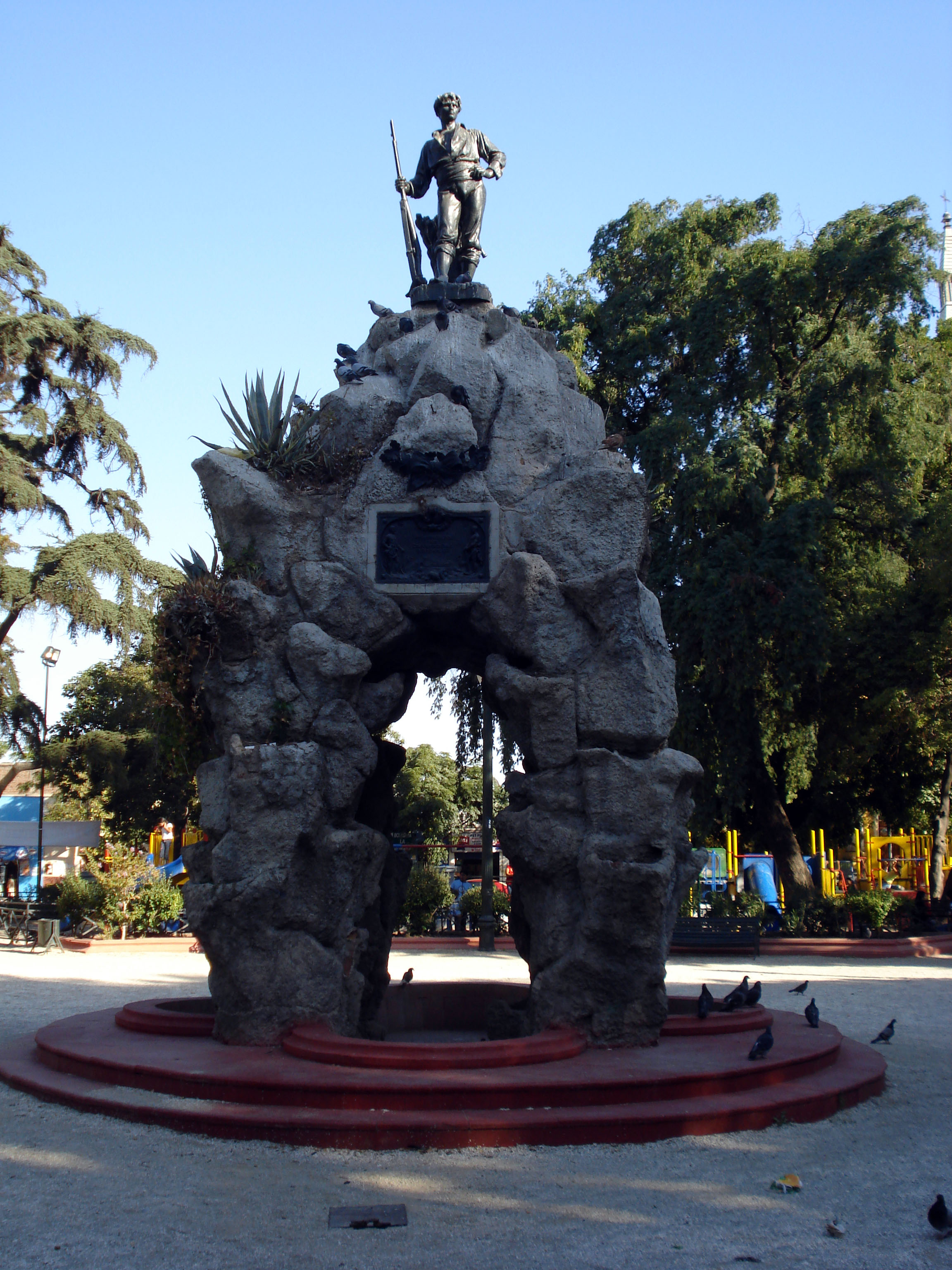
Praça Yungay

Barrio Yungay é um bairro de Santiago, Chile, localizado a oeste do centro da cidade, próximo ao Barrio Brasil .

## História
Este bairro foi uma área rural até 1835. O terreno era propriedade de José Santiago Portales Larraín, que era pai de Diego Portales . Após sua morte, os 350 alqueires (145 hectares) de área de terra que compunha a propriedade foi dividida em lotes. Uma porção foi comprada pelo Estado chileno para criar a Quinta Normal de Agricultura . Enquanto isso, a Plaza Yungay e a igreja paroquial de San Saturnino, que estão no coração do bairro, foram criadas no terreno herdado por Diego Portales.
O Barrio Yungay foi oficialmente criado em 1839 como forma de comemorar a vitória chilena na Batalha de Yungay .